# 12747 Michageffert
12747 Michageffert eller 1992 YN2 är en asteroid i huvudbältet som upptäcktes den 18 december 1992 av den belgiske astronomen Eric W. Elst vid CERGA-observatoriet. Den är uppkallad efter den tyske astronomen Michael Geffert.
Asteroiden har en diameter på ungefär 3 kilometer.